# 黎氏應
瑞太王妃（越南语：／；？—1859年），名黎氏應（越南语：／），越南阮朝瑞太王阮福洪依的正室，育德帝的生母。
黎氏應本為建瑞公府妾，生建瑞公長子阮福膺磬和次子阮福膺𩡤。膺𩡤後被嗣德帝收養，改名阮福膺禛。嗣德十二年（1859年），黎氏應去世，諡貞慧。成泰九年（1897年）三月，成泰帝追贈建瑞郡王為瑞太王，王姬黎氏應為瑞太王妃，改諡莊淑。成泰十三年（1901年）六月，追贈瑞太王妃黎氏祖先四代爵諡。